# Son Lux
Son Lux es una banda de música experimental estadounidense. Originalmente el proyecto en solitario y el apodo del miembro fundador Ryan Lott, los primeros tres álbumes de la banda, At War with Walls & Mazes, We Are Rising y Lanterns, dieron forma al sonido único de la banda a través de influencias del post-rock y la electrónica.
Con el lanzamiento de su cuarto álbum de estudio, Bones, en 2015, Rafiq Bhatia e Ian Chang se unieron a Son Lux, transformando el proyecto en una banda de tres integrantes. Después del lanzamiento de sus EP Stranger Forms y Remedy, el quinto álbum de la banda, Brighter Wounds, fue lanzado en febrero de 2018. La banda compuso la música para la película de ciencia ficción y acción Everything Everywhere All at Once, que recibió una nominación al Premio de la Academia a la Mejor Banda Sonora Original en la 95.ª edición de los Premios de la Academia.

## Historia
Son Lux comenzó en 2008 como el apodo y el proyecto de grabación en solitario del músico y compositor estadounidense Ryan Lott. Su álbum debut de estudio, At War with Walls & Mazes, fue lanzado en marzo de ese mismo año. Después de este lanzamiento, la emisora radial NPR nombró a Son Lux "Mejor Artista Nuevo" en su programa All Songs Considered.
Lott luego lanzó el segundo álbum We Are Rising el 17 de mayo de 2011, que fue grabado durante todo el mes de febrero para el RPM Challenge. Adam Kivel, escribiendo para Consequence of Sound, describió este álbum como "el punto medio oscuro y operístico entre Owen Pallett y las alturas fantásticas y operísticas de Radiohead de la era de In Rainbows o Wild Beasts". 
Son Lux firmó con Joyful Noise Recordings en mayo de 2013, el mismo mes en que su "inquietante interpretación" de "Black Waters" apareció en la serie homónima de discos flexibles lanzada por Joyful Noise. Después del anuncio de que Lott se uniría a Joyful Noise, el proyecto lanzó "TEAR", un 7" conceptual con una nueva canción en dos partes distintas. Luego, Lanterns se lanzó el 29 de octubre de 2013. Incluye voces del entonces compañero de sello Stranger Cat, el proyecto musical de Cat Martino. El sencillo principal "Lost It To Trying" fue nombrado uno de los mejores temas nuevos de Pitchfork.
En 2014, Son Lux lanzó la obra extendida Alternate Worlds, que contenía canciones reinventadas de Lanterns, incluida una versión de "Easy" con contribuciones vocales de Lorde. Más tarde, en 2014, Glassnote anunció que habían firmado con Son Lux para la distribución de su música a nivel global. Además, Lott compuso la partitura y la banda sonora de la película de 2014 The Disappearance of Eleanor Rigby.
En 2015, Lott apareció en The Art Assignment en un proyecto que invita a los espectadores a trabajar en colaboración con la música que escribió para el programa.
El cuarto álbum de Son Lux, Bones, fue lanzado el 23 de junio de 2015. Con el lanzamiento del álbum, el proyecto se transformó en un trío cuando los miembros de gira Rafiq Bhatia e Ian Chang se unieron a Lott como miembros de la banda.
El 15 de julio de 2016, Son Lux apareció en el escenario del Festival de Jazz de Montreux como invitado de Woodkid en la velada "Woodkid and Friends".
El 7 de abril de 2017, la banda lanzó la canción "Dangerous", anunciando simultáneamente la canción como el sencillo principal de su cuarto EP, Remedy, que fue lanzado el 12 de mayo del mismo año. El 15 de diciembre se lanzó una canción titulada "Eazy" del artista de hip-hop G-Eazy con audio de muestra de "Easy".
Son Lux lanzó su quinto álbum, Brighter Wounds, el 9 de febrero de 2018, en su nuevo sello discográfico, City Slang. El álbum recibió una crítica de 7,3 sobre 10 puntos en Pitchfork.
El 5 de abril de 2019, Son Lux lanzó un set recopilatorio de sus discos con uno de sus sellos anteriores, Joyful Noise Recordings, que tiene dos primeros álbumes reeditados y un nuevo álbum de grabaciones inéditas, Remnants. En mayo de 2020 se lanzó la colección titulada Reincarnates. Esta colección, al igual que Remnants, constaba de pistas nunca antes escuchadas o raras, incluidas tres reelaboraciones de "Change is Everything" del álbum Bones, y una nueva versión de "Remedy" (titulada "Remedy, Surging Sea", e incluye un coro con más de 300 voces).
En febrero de 2021, Son Lux anunció que su próximo álbum, Tomorrows III, tiene fecha de lanzamiento el 16 de abril de 2021 y está programado para ser el álbum final de la trilogía de álbumes de Tomorrows.
En 2022, la banda compuso la partitura musical de la película Everything Everywhere All At Once. La banda sonora de 49 pistas se lanzó el 8 de abril de 2022 e incluye colaboraciones con Mitski, David Byrne, un flautista André 3000, Randy Newman, Moses Sumney y yMusic, entre otros. La partitura fue nominada a Mejor partitura original en la 95.ª edición de los Premios de la Academia, donde perdió ante la partitura de Volker Bertelmann por All Quiet on the Western Front.

## Miembros
- Ryan Lott - productor, compositor, teclados, voces (2008-presente)
- Rafiq Bhatia - guitarras, productor, compositor (2015-presente; miembro de gira ?–2015)
- Ian Chang - batería, productor, compositor (2015-presente; miembro de gira ?–2015)

## Discografía

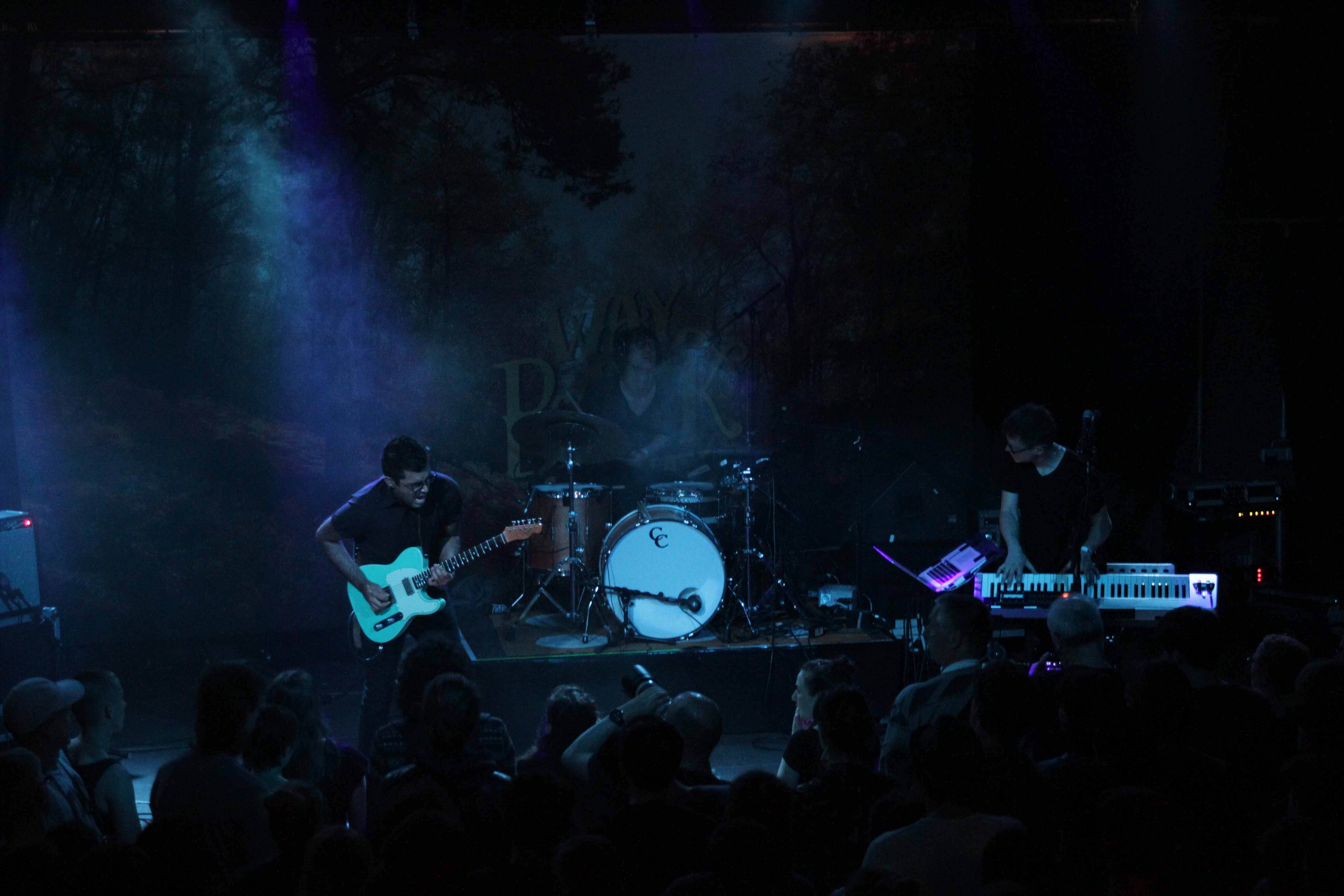
Son Lux tocando en 2014 en el "Way Back When Festival" en Dortmund, Alemania

### Álbumes de estudio
- At War with Walls & Mazes (Anticon, 2008)
- We Are Rising (Anticon, 2011)
- Lanterns (Joyful Noise, 2013)
- Bones (Glassnote, 2015)
- Brighter Wounds (City Slang, 2018)
- Tomorrows I (City Slang, 2020)
- Tomorrows II (City Slang, 2020)
- Tomorrows III (City Slang, 2021)

### Álbumes de bandas sonoras
- La desaparición de Eleanor Rigby (Lakeshore, 2014)
- Everything Everywhere All At Once (banda sonora original de la película) (A24 Music, 2022)
- Thunderbolts (banda sonora original de la película) (Marvel Music, 2025)

### EP
- Weapons (Anticon, 2010)
- Alternate Worlds (Joyful Noise, 2014)
- Stranger Forms (Joyful Noise, 2016)
- Remedy (Joyful Noise, 2017)
- Dream State (City Slang, 2018)
- The Fool You Need (City Slang, 2018)
- Yesterday's Wake (City Slang, 2018)
- Labor (City Slang, 2019)
- Tomorrows Reworks (2021)

### Compilaciones
- Remnants (Joyful Noise, 2019)
- Reincarnates (2020, una colección de pistas inéditas o raras)[23]

### Otros
- Tear (7", Joyful Noise Recordings 2013)[24]
- Black Waters (flexi-disc series, Joyful Noise Recordings 2013. Black Waters se basa en una melodía del mismo nombre de la cantante de folk estadounidense Jean Ritchie.)[25]
- WinterSpringSummerFall 2014, es un mixtape lanzado por Boots, que contó con Son Lux en la canción "Troubled World".

### Videos musicales
- "Break" (2008)
- "Stay" (2008)
- "Wither" (2009)
- "War" (2009)
- "Weapons VII" (2010)
- "Lost it to Trying" (2013)
- "Alternate World" (2014)
- "Lanterns Lit" (2014)
- "Lost it to Trying (Mouths Only Lying)" (2014)
- "Easy" (2014)
- "Change is Everything" (2015)
- "You Don't Know Me" (2015)
- "You Don't Know Me (Jailo Remix)" (2015)
- "Undone" (2016)
- "Cage of Bones" (2016)
- "Breathe Out" (2016)
- "Dangerous" (2017)
- "Ransom" (2017)
- "Slowly" (2018)
- "All Directions" (2018)
- "The Fool You Need" (2018)
- "Yesterday's Wake" (2018)
- "A Different Kind of Love" (2021)
- "Plans We Made" (2022)
- "Undertow" (2022)